# Rio Machadinho (vattendrag i Brasilien, Rondônia)
Rio Machadinho är ett vattendrag i Brasilien.   Det ligger i delstaten Rondônia, i den centrala delen av landet, 1 700 km nordväst om huvudstaden Brasília.
I omgivningarna runt Rio Machadinho växer i huvudsak städsegrön lövskog. Runt Rio Machadinho är det mycket glesbefolkat, med 4 invånare per kvadratkilometer.